# A Bigger Splash (1973)
A Bigger Splash é um documentário biográfico britânico de 1973 sobre o prolongado rompimento de David Hockney com seu então parceiro Peter Schlesinger, de 1970 a 1973. Dirigido por Jack Hazan e editado por David Mingay, tem música de Patrick Gowers. Apresentando muitos membros do círculo de Hockney, inclui os designers Celia Birtwell e Ossie Clark, o artista Patrick Procktor, o galerista John Kasmin e o curador do museu Henry Geldzahler.

## Análise
É um documentário fly-on-the-wall, intercalado com elementos ficcionais e de fantasia. Foi uma produção inovadora na época e permanece notável pelo tratamento de temas gays e por suas percepções sobre a vida e obra de Hockney. O título do filme vem da pintura A Bigger Splash de 1967, talvez a imagem mais conhecida da piscina californiana de Hockney e sua obra de arte mais conhecida. Hockney ficou inicialmente chocado com sua intimidade, mas depois mudou de ideia.

## Recepção crítica e legado
A Bigger Splash foi um sucesso comercial e de crítica após seu lançamento. Foi elogiado por sua honestidade, visão e originalidade. O filme foi indicado ao BAFTA Award de Melhor Documentário em 1974. É considerado um marco na história do documentário. Foi um dos primeiros filmes a explorar temas gays de forma franca e aberta e ajudou a quebrar o estigma em torno da homossexualidade. O filme também se destaca pelo uso inovador de técnicas documentais, como o uso de elementos ficcionais e de fantasia. A Bigger Splash foi elogiado por cineastas e críticos. Martin Scorsese chamou-o de "uma obra-prima" e "um dos filmes mais importantes já feitos sobre o processo criativo". O filme também foi citado como influência por cineastas como Gus Van Sant e Todd Haynes.

## Vídeo caseiro
A Bigger Splash foi recentemente restaurado em 4k do negativo original da câmera pela Metrograph e lançado em Blu-Ray por Kino Lorber em 2020.